# Proces załogi Buchenwaldu (US vs. Jozjasz, książę Waldecku i Pyrmontu i inni)
Proces załogi Buchenwaldu (US vs. Jozjasz, książę Waldecku i Pyrmontu i inni) odbył się w dniach 11 kwietnia – 14 sierpnia 1947 roku przed amerykańskim Trybunałem Wojskowym w Dachau, a na ławie oskarżonych zasiadło 31 zbrodniarzy, byłych członków załogi niemieckiego obozu koncentracyjnego Buchenwald.

## Oskarżeni
Czołowymi oskarżonymi byli: Hermann Pister (ostatni komendant obozu), książę Jozjasz z Waldecku i Pyrmontu (SS-Obergruppenführer oraz regionalny Wyższy Dowódca SS i Policji, współodpowiedzialny za funkcjonowanie obozu), lekarz SS Hans Eisele (przeprowadzał on zbrodnicze eksperymenty medyczne na więźniach i został już uprzednio skazany na karę śmierci za zbrodnie popełnione w obozie koncentracyjnym Dachau), Max Schobert (organizator pracy przymusowej) oraz Ilse Koch (nazywana przez więźniów „suką z Buchenwaldu”, żona byłego komendanta Buchenwaldu i Majdanka Karla Otto Kocha, słynąca z okrucieństwa). Hans Merbach odpowiadał za tzw. „pociąg śmierci”, w którym zginęły setki więźniów podczas transportu do Dachau.
Wszyscy zostali oskarżeni o popełnienie licznych zbrodni i okrucieństw na więźniach obozu, między innymi zarzucano im masowe morderstwa, głodzenie, maltretowanie i bicie więźniów. Wszystkich oskarżonych uznano za winnych. 22 oskarżonych skazano na karę śmierci przez powieszenie, a 9 na kary pozbawienia wolności od dożywotniego pozbawienia wolności do 10 lat. Ilse Koch w trakcie pobytu w areszcie zaszła w ciążę z innym niemieckim więźniem i stąd dożywotnie pozbawienie wolności zamieniono jej jedynie na 4 lata pozbawienia wolności. Wyroki śmierci wykonano w różnych terminach. Wykonanych zostało jednak tylko 11 z 22 wyroków śmierci, gdyż 10 z nich zostało następnie zamienionych na dożywotnie pozbawienie wolności lub karę 20 lat pozbawienia wolności, a Hermann Pister, również skazany na tę karę, zmarł w więzieniu 28 września 1948 roku przed jej wykonaniem. W niektórych wypadkach kary pozbawienia wolności zostały skrócone.

## Werdykt amerykańskiego trybunału wojskowego w procesie załogi Buchenwaldu (US vs. Jozjasz, książę Waldecku i Pyrmontu i inni)
| Oskarżony                           | Stopień              | Funkcja                                            | Wyrok                                                                            |
| ----------------------------------- | -------------------- | -------------------------------------------------- | -------------------------------------------------------------------------------- |
| Max Schobert                        | SS-Sturmbannführer   | Schutzhaftlagerführer                              | śmierć przez powieszenie (wyrok wykonano 19 listopada 1948 roku)                 |
| Hermann Grossmann                   | SS-Obersturmführer   | komendant podobozów                                | śmierć przez powieszenie (wyrok wykonano 19 listopada 1948 roku)                 |
| Hermann Helbig                      | SS-Hauptscharführer  | kierownik krematorium                              | śmierć przez powieszenie (wyrok wykonano 19 listopada 1948 roku)                 |
| Josef Kestel                        | SS-Hauptscharführer  | nadzorca w obozowych kamieniołomach                | śmierć przez powieszenie (wyrok wykonano 19 listopada 1948 roku)                 |
| Hans Wolf                           | więzień funkcyjny    | Lagerältester w podobozie                          | śmierć przez powieszenie (wyrok wykonano 19 listopada 1948 roku)                 |
| Emil Pleissner                      | SS-Hauptscharführer  | kierownik krematorium                              | śmierć przez powieszenie (wyrok wykonano 26 listopada 1948 roku)                 |
| Friedrich Wilhelm                   | SS-Untersturmführer  | szef służb sanitarnych w obozowym szpitalu         | śmierć przez powieszenie (wyrok wykonano 26 listopada 1948 roku)                 |
| Hubert Krautwurst                   | SS-Hauptscharführer  | kierownik komanda więźniarskiego                   | śmierć przez powieszenie (wyrok wykonano 26 listopada 1948 roku)                 |
| Richard Köhler                      | SS-Unterscharführer  | kierownik komanda więźniarskiego w podobozie       | śmierć przez powieszenie (wyrok wykonano 26 listopada 1948 roku)                 |
| Hans Merbach                        | SS-Obersturmführer   | zastępca Schutzhaftlagerführera                    | śmierć przez powieszenie (wyrok wykonano 14 stycznia 1949 roku)                  |
| Hans Theodor Schmidt                | SS-Hauptsturmführer  | adiutant komendanta obozu                          | śmierć przez powieszenie (wyrok wykonano 7 czerwca 1951 roku)                    |
| Hermann Pister                      | SS-Oberführer        | komendant obozu                                    | śmierć przez powieszenie (zmarł w więzieniu 28 września 1948 roku)               |
| Hermann Hackmann                    | SS-Hauptsturmführer  | adiutant komendanta obozu                          | śmierć przez powieszenie (karę zamieniono na dożywotnie pozbawienie wolności)    |
| Hans Eisele                         | SS-Hauptsturmführer  | lekarz obozowy                                     | śmierć przez powieszenie (karę zamieniono na dożywotnie pozbawienie wolności)    |
| Otto Barnewald                      | SS-Sturmbannführer   | kierownik obozowej administracji                   | śmierć przez powieszenie (karę zamieniono na dożywotnie pozbawienie wolności)    |
| Helmut Roscher                      | SS-Oberscharführer   | zastępca Rapportführera                            | śmierć przez powieszenie (karę zamieniono na dożywotnie pozbawienie wolności)    |
| Philipp Grimm                       | SS-Obersturmführer   | Arbeitseinsatzführer                               | śmierć przez powieszenie (karę zamieniono na dożywotnie pozbawienie wolności)    |
| Albert Schwartz                     | SS-Hauptsturmführer  | Arbeitseinsatzführer                               | śmierć przez powieszenie (karę zamieniono na dożywotnie pozbawienie wolności)    |
| Guido Reimer                        | SS-Obersturmführer   | adiutant dowódcy batalionu wartowniczego           | śmierć przez powieszenie (karę zamieniono na dożywotnie pozbawienie wolności)    |
| Gustav Heigel                       | SS-Hauptscharführer  | kierownik obozowego aresztu                        | śmierć przez powieszenie (karę zamieniono na dożywotnie pozbawienie wolności)    |
| Anton Bergmeier                     | SS-Oberscharführer   | kierownik obozowego aresztu                        | śmierć przez powieszenie (karę zamieniono na dożywotnie pozbawienie wolności)    |
| Peter Merker                        | SS-Oberscharführer   | komendant podobozu                                 | śmierć przez powieszenie (karę zamieniono na 20 lat pozbawienia wolności)        |
| Franz Zinecker                      | SS-Oberscharführer   | Arbeitseinsatzführer                               | dożywotnie pozbawienie wolności                                                  |
| Jozjasz, książę Waldecku i Pyrmontu | SS-Obergruppenführer | Wyższy Dowódca SS i Policji w regionie Fulda-Werra | dożywotnie pozbawienie wolności (karę zamieniono na 20 lat pozbawienia wolności) |
| Werner Greunuss                     | SS-Untersturmführer  | lekarz w podobozie                                 | dożywotnie pozbawienie wolności (karę zamieniono na 20 lat pozbawienia wolności) |
| Edwin Katzenellenbogen              | więzień funkcyjny    | lekarz w tzw. małym obozie                         | dożywotnie pozbawienie wolności (karę zamieniono na 15 lat pozbawienia wolności) |
| Ilse Koch                           | SS-Aufseherin        | SS-Oberaufseherin                                  | dożywotnie pozbawienie wolności (karę zamieniono na 4 lata pozbawienia wolności) |
| Wolfgang Otto                       | SS-Sturmscharführer  | sierżant sztabowy komendantury                     | 20 lat pozbawienia wolności                                                      |
| Arthur Dietzsch                     | więzień funkcyjny    | kapo – sanitariusz                                 | 15 lat pozbawienia wolności                                                      |
| Walter Wendt                        | pracownik cywilny    | kierownik fabryki, w której pracowali więźniowie   | 15 lat pozbawienia wolności (karę zamieniono na 5 lat pozbawienia wolności)      |
| August Bender                       | SS-Sturmbannführer   | lekarz oddziałowy                                  | 10 lat pozbawienia wolności (karę zamieniono na 3 lata pozbawienia wolności)     |